# 電気通信紛争処理委員会
電気通信紛争処理委員会（でんきつうしんふんそうしょりいいんかい）は、2001年11月、電気通信事業法の規定（第144条）に基づき総務省に審議会等の一つとして設置された機関。当初は、電気通信事業紛争処理委員会という名称であったが、ケーブルテレビ事業者などと地上放送事業者間の再送信に関する紛争などを処理することになったことから、2011年6月末に名称が電気通信紛争処理委員会に変更された（「事業」が名称から無くなった）。

## 主な業務
電気通信事業者間、電気通信事業者とコンテンツ配信事業者間、電波利用者間、ケーブルテレビ事業者と地上放送事業者間の紛争についてあっせんや仲裁を行ったり、協議命令や裁定について総務大臣から諮問を受け審議・答申を行う。

## 所在地
- 東京都千代田区永田町2-17-3 住友不動産永田町ビル

（2017年5月8日、総務省本省所在地（東京都千代田区霞が関2-1-2 中央合同庁舎第2号館）から移転した。）